# Classificação decimal universal
A Classificação Decimal Universal (CDU ou UDC) é um sistema de classificação documentária desenvolvido pelos bibliógrafos belgas Paul Otlet e Henri la Fontaine no final do século XIX. Segundo Suaiden Otlet “ao criar a CDU, estava
doando ao mundo, junto à sua magistral obra, um dos instrumentos mais poderosos
para a organização, recuperação, disseminação, acesso e uso de informação em
qualquer tipo de coleção, seja de biblioteca, arquivo ou museu.” Ela é baseada na classificação decimal de Dewey, mas usa sinais auxiliares para indicar vários aspectos especiais de um assunto ou relações entre assuntos. Assim, o sistema contém um elemento facetado ou analítico-sintético significativo e é usado especialmente em bibliotecas especializadas. A CDU tem sido modificada e expandida ao longo dos anos para abranger a produção cada vez maior em todas as áreas do conhecimento humano e continua sofrendo um processo de revisão contínua para dar conta de todos os novos desenvolvimentos. Tabosa (2011) afirma que, "aClassificação Decimal Universal foi desenvolvida no início do século XX, tendo sofrido várias alterações no decorrer do tempo, até a forma que se apresenta atualmente. Baseada na CDD, a CDU também utiliza o sistema de casas decimais, dividindo o conhecimento em dez grandes classes".
Os documentos classificados pela CDU podem ter qualquer forma (suporte), mais frequentemente papel impresso, mas também podem ser outras mídias como filmes, ilustrações, mapas e antiguidades e assim como diz Andrade: "A CDU encontra- se na língua inglesa que é a oficial, na francesa, italiana, portuguesa e alemã." 

## Classes Principais
- 0. Generalidades. Ciência e conhecimento. Ciências da informação. Informática. Documentação. Biblioteconomia
- 1. Filosofia e psicologia
- 2. Religião. Teologia.
- 3. Ciências sociais. Sociedade. Política. Economia. Comércio. Direito. Seguro. Educação. Folclore. Estatística
- 4. Classe vaga. Não atribuída. Provisoriamente não ocupada.
- 5. Matemática e ciências naturais. Ciências puras
- 6. Ciências aplicadas. Medicina. Saúde. Tecnologia. Agricultura. Cozinha e culinária.
- 7. Belas artes. Arquitetura. Música. Design. Recreação. Turismo. Esportes. Jogos.
- 8. Linguagem. Língua. Linguística. Filologia. Literatura.
- 9. Geografia. Biografia. História.

## Uso
As classificações CDU usam numerais indo-arábicos e são baseados no sistema decimal. Cada número é interpretado como uma fração decimal com o ponto decimal inicial omitido, que determina a ordem de preenchimento. Em prol da facilidade de leitura, um identificador CDU é geralmente pontuado a cada três dígitos. Assim, depois de 61, "ciências médicas", vêm as subdivisões de 611 a 619. Sob 611, "Anatomia", Vêm suas subdivisões de 611.1 a 611.9 e sob 611.1 vêm todas as suas subdivisões antes de ocorrer 611.2, e assim por diante. Depois de 619 vem 620.
Uma vantagem deste sistema é que ele é infinitamente expansível e quando novas subdivisões são introduzidas, elas não precisam alterar o ordenamento dos números.
Um documento pode ser classificado sob uma combinação de diferentes categorias através do uso de símbolos adicionais. Por exemplo:
| +  | mais        | adição                    | e.g. 59+636 zoologia e criação seletiva de animais                                                                      |
| /  | barra       | extensão                  | e.g. 592/599 Zoologia sistemática (tudo de 592 a 599 inclusive)                                                         |
| :  | dois pontos | relação                   | e.g. 17:7 Relação entre ética e artes                                                                                   |
| [] | colchetes   | sub-agrupamento algébrico | e.g. 31:[622+669](485) estatísticas de mineração e metalurgia na Suécia (o auxiliar considera 622+669 como uma unidade) |
| =  | igual       | linguagem                 | e.g. =111 em Inglês; 59=111 Zoologia, em inglês                                                                         |

O projeto da CDU é compatível com a leitura feita por máquinas e o sistema tem sido usado em conjunção tanto com sistemas de separação mecânica antigos quanto com os atuais catálogos de acesso público on-line. Uma versão do CDU, com 65 mil subdivisões está disponível em formato banco de dados e é chamado Master Reference File (MRF). A versão atual completa do CDU possui 220 mil subdivisões.

## Índice geral da CDU

### 0 Generalidades. Ciência e conhecimento. Organização. Informação. Documentação. Biblioteconomia. Instituições. Publicações.
| - 00 Prolegómenos. Fundamentos da ciência e da cultura. - 001 Ciência e conhecimento em geral. Organização do trabalho intelectual. - 002 Documentação. Documentos em geral. - 004 Ciência e tecnologia dos computadores. Informática. - 006 Normalização. Normas. - 007 Actividade e organização. Informação. Teoria da comunicação e do controlo em geral (Cibernética). - 01 Bibliografias. Catálogos. Listas de livros. - 02 Biblioteconomia | - 030 Obras gerais de referência. Enciclopédias, Dicionários, etc. - 04 Ensaios, panfletos e brochuras. - 05 Publicações periódicas. Periódicos. - 06 Colectividades. Organizações e outras formas de cooperação. Associações, Congressos. Sociedades. - 069 Museus - 070 Jornais. Jornalismo - 08 Poligrafias. Obras colectivas - 09 Manuscritos. Livros raros e preciosos. |

### 1 Filosofia. Psicologia.
| - 1(091)História da filosofia - 1(3) Filosofia da antiguidade - 101 Natureza e papel da filosofia. - 11 Metafísica. - 13 Filosofia da mente e do espírito. - 14 Sistemas filosóficos. | - 159.9 Psicologia. - 16 Lógica. Epistemologia. Teoria do conhecimento. - 17 Moral. Ética. Filosofia. |

### 2 Religião. Teologia.
| - 21 Religiões históricas e primitivas - 22 Religiões do extremo oriente - 23 Hinduísmo. Jainismo. Sikhismo - 24 Budismo - 25 Religiões da antiguidade. Religiões e seitas menores - 252 Religiões da Mesopotâmia - 254 Religiões do Irã - 257 Religiões da Europa - 26 Judaísmo | - 27 Cristianismo - 271 Igreja Oriental - 272 Igreja Católica - 274/278 Igrejas protestantes - 28 Islã - 282 Sunismo - 284 Xiismo - 285 Fé Bahá'í - 29 Novos movimentos religiosos |

### 3 Ciências Sociais.
| - 30 Ciências sociais em geral. Teorias, metodologia e métodos em Ciências Sociais. Sociografia. - 304 Questões sociais. Prática social. - 308 Sociografia. Estudos descritivos da sociedade. - 31 Estatística. Demografia. Sociologia. - 311 Estatística - 314 Demografia - 316 Sociologia - 32 Política. Ciência política. - 321 Formas de organização política. Teoria do Estado - 323 Assuntos internos. Política interna. - 324 Eleições. Plebiscitos. Referendos - 327 Relações internacionais - 328 Parlamentos. Congressos. Governos. - 329 Partidos e movimentos políticos - 33 Economia. Ciência económica. - 330 Economia em geral. - 331 Trabalho. Emprego. Economia do trabalho. Organização do trabalho. - 334 Formas de organização e de cooperação na actividade económica. Sistemas cooperativos. - 336 Finanças. Finanças públicas. Impostos. Sistema monetário e bancário. - 338 Situação económica. Política económica. Administração, gestão da economia. Planeamento económico. - 339 Comércio. Relações económicas internacionais. Economia mundial. Economia global. - 34 Direito. Jurisprudência. Legislação. - 340 Teoria geral do direito. - 341 Direito internacional - 342 Direito público. Direito constitucional. Direito administrativo - 343 Direito penal - 343.9 Criminologia. Criminalística. | - 346 Direito económico. Direito da condução estatal da economia. - 347 Direito civil - 348 Direito eclesiástico. Direito canónico. - 349 Ramos especiais do direito - 35 Administração pública. Governo. Assuntos militares. - 351 Actividades da Administração Pública. - 352 Administração local. Autoridades locais. - 353 Administração regional. - 354 Administração central. Governo nacional. - 355/359 Assuntos militares. - 36 Assistência social. Previdência Social. Seguros. - 364 Bem-estar social - 366 Protecção ao consumidor - 368 Seguros - 369 Segurança Social. - 37 Educação. Ensino. Pedagogia. - 371 Organização do ensino. Sistemas educativos. - 373 Ensino escolar em geral. - 377 Ensino técnico. Institutos politécnicos. - 378 Ensino superior. Universidades. - 379.8 Lazer - 389 Metrologia. Pesos e medidas. - 39 Etnologia. Etnografia. - 391 Vestuário. Traje. Traje folclórico. Moda e adorno. - 392 Usos e costumes na vida privada - 393 Morte. Cerimónias fúnebres. Ritos mortuários - 394 Visa pública. Vida popular. - 395 Cerimonial. Etiqueta. Protocolo. - 396 Feminismo. Situação e condição das mulheres. - 397 Povos primitivos. Nómadas. Ciganos. - 398 Folclore. Tradição popular. |

### 5 Matemática e Ciências Naturais.
| - 510 Matemática - 520 Astronomia - 528 Geodésia, Cartografia - 529 Cronologia - 530 Física - 540 Química - 548 Categoria:Cristalografia - 549 Mineralogia - 550 Ciências da terra - 551.5 Meteorologia. Climatologia - 551.7 Estratigrafia - 552 Petrologia | - 553 Geologia econômica - 556 Hidrologia - 560 Paleontologia - 570 Ciências biológicas - 572 Antropologia - 573 Biologia geral - 574 Ecologia - 575 Genética - 576 Citologia - 577 Bioquímica. Biofísica - 578 Virologia - 579 Microbiologia - 580 Botânica - 590 Zoologia |

### 6 Ciências Aplicadas. Medicina. Tecnologia.
| - 60 Biotecnologia - 61 Medicina - 619 Medicina veterinária - 62 Engenharia. Tecnologia em geral. - 621 Engenharia mecânica - 621.3 Engenharia elétrica - 621.38 Eletrônica - 622 Mineração - 623 Engenharia militar - 624 Engenharia civil - 625.1/.5 Engenharia ferroviária - 625.7/.8 Engenharia rodoviária - 626/627 Engenharia hidráulica - 628 Engenharia da saúde pública - 629 Categoria:Engenharia de veículos - 63 Ciências agrárias - 630 Engenharia florestal - 631/634 Administração de fazendas. | - 635 Horticultura - 636/638 Criação de animais - 639 Caça e pesca. - 64 Economia do lar - 641/642 Culinária - 643/649 Administração e equipamentos do lar - 651 Administração de escritório - 654 Telecomunicações - 655 Impressão. Publicação. Mercado editorial. - 656 Transporte e serviços postais - 657 Contabilidade - 659 Categoria:Publicidade. Marketing. Relações públicas. - 66 Tecnologia química. - 669 Metalurgia - 67/68 Indústria e artesanato - 69 Construção |

### 7 Arte. Belas-artes. Lazer. Música. Design. Jogos. Desporto.
| - 71 Planejamento regional - 72 Arquitetura - 73 Artes plásticas - 74 Desenho - 75 Pintura - 76 Artes gráficas | - 77 Fotografia - 78 Música - 79 Recreação. Entretenimento. Jogos. Esportes. - 791 Cinema - 792 Teatro - 793 Dança - 794 Jogos de mesa e tabuleiro - 796/799 Esportes |

### 8 Linguagem. Linguística. Literatura.
| - 80 Filologia - 81 Linguística - 811 Línguas individuais - 811.111 Inglês - 811.112.2 Alemão - 811.134.2 Espanhol - 811.134.3 Português - 82.02 Escolas literárias - 82.09 Crítica literária | - 82-1 Poesia - 82-2 Drama - 82-3 Ficção - 82-4 Ensaios - 82-5 Oratória, Fala - 82-6 Cartas - 82-7 Sátiras - 82-8 Seleções, Combinações - 82-9 Outras formas literárias - 82-94 Escritos históricos |

- 821.11 Literatura em línguas germânicas

- 821.112.2 Literatura alemã

- 821.12 Literatura em línguas itálicas
- 821.13 Literatura em línguas românicas

- 821.133.1 Literatura francesa

- 821.134.2 Literatura espanhola

- 821.134.3 Literatura portuguesa

- 821.14 Literatura grega (helénica)

### 9 Geografia. Biografia. História.
| - 902 Arqueologia - 903 Pré-história - 908 Estudos de área - 91 Geografia - 929 Biografias - 929.5 Genealogia - 929.6 Heráldica - 93/99 História - 930 Ciência da História. | - 930.1 Teoria e filosofia da história - 930.25 Arquivologia. Arquivos. Registros públicos. - 930.27 Epigrafia. Paleografia. - 94 História geral - 94(100) História mundial - 94(3) História do mundo antigo - 94(4) História da Europa - 94(5) História da Ásia - 94(6) História da África - 94(7/8) História das Américas - 94(9) História da Oceania e regiões polares |